# Valherbasse
Valherbasse – gmina we Francji, w regionie Owernia-Rodan-Alpy, w departamencie Drôme. W 2013 roku liczba ludności wynosiła 1006 mieszkańców. 
Gmina została utworzona 1 stycznia 2019 roku z połączenia trzech ówczesnych gmin: Miribel, Montrigaud oraz Saint-Bonnet-de-Valclérieux. Siedzibą gminy została miejscowość Montrigaud. 